# Uuden Musiikin Kilpailu 2017
Der 6. Uuden Musiikin Kilpailu (Abk. UMK) war die sechste Ausgabe des Uuden Musiikin Kilpailu und der finnische Vorentscheid für den Eurovision Song Contest 2017 in Kiew. Den Wettbewerb gewann das Duo Norma John mit dem Lied Blackbird. Der Wettbewerb wurde am 28. Januar 2017 von der finnischen öffentlich-rechtlichen Rundfunkanstalt Yleisradio in Espoo ausgetragen.

## Format

### Konzept
Nachdem in den Vorjahren 2015 und 2016 der finnische Beitrag aufgrund zu geringer Abstimmungswerte im Halbfinale des Eurovision Song Contest jeweils nicht ins Finale einziehen konnte, gab der austragende Sender Yleisradio einige Änderungen für den UMK 2017 bekannt.
So gab es im Gegensatz zu den vergangenen Jahren keine Sendungen zur Vorauswahl mehr, sondern nur eine Live-Show aus der Espoo Metro Areena im südfinnischen Espoo. Diese Show wurde wie der Uuden Musiikin Kilpailu 2016 von der finnischen Sängerin Krista Siegfrids moderiert, die beim Eurovision Song Contest 2013 in Malmö für Finnland antrat.
Der Beitrag für den Eurovision Song Contest 2017 wurde jeweils zur Hälfte durch Televoting und von einer internationalen Jury gewählt. Die Jurymitglieder kamen aus Spanien, Island, dem Vereinigten Königreich, Israel, Lettland, Norwegen, Frankreich, Schweden, der Ukraine und Estland.
Zu den Beiträgen wurde in einer Preview-Show am 31. Dezember 2016 jeweils ein Musikvideo veröffentlicht. Zuschauer mit Yle-Benutzerkonto und einer finnischen Handynummer konnten bis zum 26. Januar 2017 für einen Beitrag abstimmen. Bei dieser Vorabstimmung bekam die Teilnehmerin Emma mit 34,0 % die meisten Stimmen, gefolgt von My First Band mit 15,0 % und Zühlke mit 12,5 %.
Die übrigen Zuschauerstimmen ergaben sich durch das Internet- und Televoting während des Finales am 28. Januar 2017.

### Beitragswahl
Am 1. September 2016 begann die Einreichungsphase für Beiträge, am Wettbewerb teilnehmen sollen. Laut Regelwerk muss mindestens ein Mitglied des Acts die finnische Staatsbürgerschaft besitzen oder den festen Wohnsitz in Finnland haben. Die Einreichungsphase endete am 5. September 2016. Aus allen eingegangenen Bewerbungen wählte eine von Yleisradio beauftragte Expertenjury zehn Beiträge aus, die am Finale teilnahmen.
Am 23. November 2016 wurden die zehn teilnehmenden Beiträge der Presse vorgestellt.

## Finale

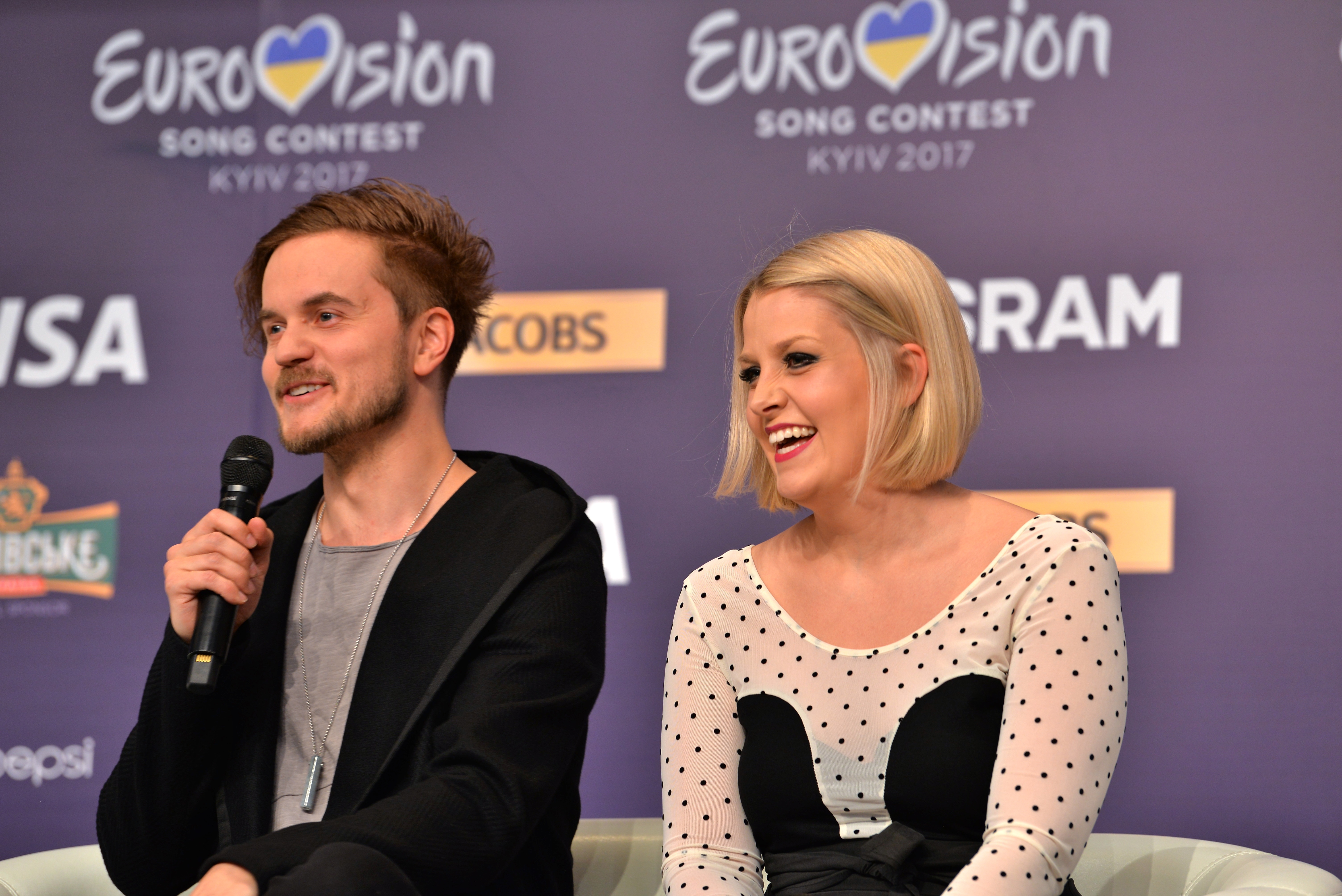
Die Gewinner der finnischen Vorentscheidung: Norma John

Das Finale wurde am 28. Januar 2017 live vom Fernsehsender Yle TV2, auf der Yle-Website und vom Radiosender Radio X3M übertragen.
Aus der Abstimmung ergab sich folgendes Ergebnis:
| Platz | Startnr. | Interpret                                 | Lied Musik (M) und Text (T)                                                                                | Sprache  | Übersetzung (Inoffiziell) | FR | IS | EE | ES | SW | LV | GB | NO | IL | UK | Punkte | Punkte    | Punkte |
| Platz | Startnr. | Interpret                                 | Lied Musik (M) und Text (T)                                                                                | Sprache  | Übersetzung (Inoffiziell) | FR | IS | EE | ES | SW | LV | GB | NO | IL | UK | Jury   | Zuschauer | Gesamt |
| --- | -------- | ----------------------------------------- | --- | -------- | ------------------------- | -- | -- | -- | -- | -- | -- | -- | -- | -- | -- | ------ | --------- | ------ |
| 01. | 06       | Norma John                                | Blackbird M/T: Lasse Piirainen, Leena Tirronen                                                             | Englisch | Amsel                     | 10 | 12 | 12 | 12 | 6  | 12 | 12 | 10 | 4  | 4  | 94     | 88        | 182    |
| 02. | 09       | Zühlke                                    | Perfect Villain M/T: Nalle Ahlstedt, Christian Ingebrigtsen, Silje Nymoen                                  | Englisch | Perfekter Bösewicht       | 8  | 6  | 6  | 10 | –  | 6  | 8  | 12 | 8  | 10 | 74     | 71        | 145    |
| 03. | 01       | Emma                                      | Circle of Light M/T: Jonas Olsson, Heidi Maria Paalanen, Aku Rannila, Saara Törmä                          | Englisch | Kreis aus Licht           | 12 | –  | 1  | 8  | 10 | 2  | 10 | 2  | 6  | 2  | 53     | 53        | 106    |
| 04. | 10       | My First Band                             | Paradise M/T: Antti Koivula, Heikki Puhakainen, Heikki Kytölä, Juho Vehmanen, Mikko Virta, Jurek Reunamäki | Englisch | Paradies                  | 6  | –  | 10 | 6  | 2  | 8  | –  | 1  | –  | 12 | 45     | 52        | 097    |
| 05. | 03       | Günther & D'Sanz                          | Love Yourself M/T: Günther, Amir Aly, Tomas Cederholm, Robin Abrahamsson, Niklas Nylund                    | Englisch | Liebe dich (selbst)       | 2  | 10 | –  | –  | 8  | –  | 6  | 8  | 2  | 1  | 37     | 45        | 082    |
| 06. | 02       | Alva                                      | Arrows M/T: Arto Ruotsala, Milos Rosas, Aatu Mällinen                                                      | Englisch | Pfeile                    | –  | –  | 8  | 2  | 4  | –  | –  | –  | 1  | –  | 15     | 48        | 063    |
| 07. | 04       | Anni Saikku                               | Reach Out For The Sun M/T: Mia Kemppainen, Perttu Kurttila                                                 | Englisch | Nach der Sonne greifen    | 4  | 8  | –  | 1  | –  | 10 | 2  | 6  | 12 | –  | 43     | 16        | 059    |
| 08. | 07       | Lauri Yrjölä                              | Helppo elämä M/T: Lauri Yrjölä                                                                             | Finnisch | Einfaches Leben           | 1  | 2  | 4  | 4  | 12 | 4  | 4  | 4  | –  | 8  | 43     | 15        | 058    |
| 09. | 08       | Club La Persé                             | My Little World M/T: Princess Julia, Luke Howard, Jaakko Salovaara                                         | Englisch | Meine kleine Welt         | –  | 4  | –  | –  | 1  | –  | –  | –  | 10 | 6  | 21     | 29        | 050    |
| 10. | 05       | Knucklebone Oscar & The Shangri-La Rubies | Caveman M/T: Baldauf, Martimo, Salomaa, Kumpulainen, Vettenranta, Bachér, Schönberg                        | Englisch | Höhlenmensch              | 1  | 1  | 2  | –  | –  | 1  | 1  | –  | –  | 1  | 5      | 13        | 018    |
| Jury-Punktesprecher |          |                                           | |          |                           |    |    |    |    |    |    |    |    |    |    |        |           |        |
| - – Edoardo Grassi - – Hera Ólafsdóttir - – Mart Normet - – Federico Llano - – Edward af Sillén - – Zita Kaminska - – William Lee Adams - – Hege Aarflot Nelvik - – Alon Amir - – Andrii Olefirov |          |                                           | |          |                           |    |    |    |    |    |    |    |    |    |    |        |           |        |